# Herberge (Schalksmühle)
Herberge ist ein Ortsteil von Schalksmühle im Märkischen Kreis im Regierungsbezirk Arnsberg in Nordrhein-Westfalen (Deutschland). 

## Lage und Beschreibung
Herberge liegt südlich des Schalksmühler Kernorts direkt an der Stadtgrenze zu Halver. Nachbarorte sind Rotthausen, Mathagen, Herbecke, Buchholz, Hälver, Am Alten Hammer und Krampenhammer, sowie auf Halveraner Stadtgebiet Othmaringhausen, Wiene, Streitstück und Heerenfelde.

## Geschichte
Das zunächst dem Kirchspiel Halver angehörige Herberge wurde erstmals im Jahr 1473 urkundlich erwähnt, die Entstehungszeit der Siedlung wird aber auf dem Zeitraum zwischen 900 und 1050 infolge des fränkisch-karolingischen Siedlungsbaus vermutet. Der Hof war ein Abspliss von Rottsiepen.
1818 lebten 19 Einwohner im Ort. 1838 gehörte Herberg der Glörfelder Bauerschaft innerhalb der Bürgermeisterei Halver an. Der laut der Ortschafts- und Entfernungs-Tabelle des Regierungs-Bezirks Arnsberg als Hof kategorisierte Ort besaß zu dieser Zeit zwei Wohnhäuser und fünf landwirtschaftliche Gebäude. Zu dieser Zeit lebten 15 Einwohner im Ort, allesamt evangelischen Glaubens.
Der Ort ist auf der Preußischen Uraufnahme von 1840 als Clever verzeichnet. Ab der Preußischen Neuaufnahme von 1892 ist der Ort auf Messtischblättern der TK25 als Herberge verzeichnet.
Die Gemeinde- und Gutbezirksstatistik der Provinz Westfalen führt 1871 den Ort als Colonie mit zwei Wohnhäusern und 13 Einwohnern auf. Das Gemeindelexikon für die Provinz Westfalen gibt 1885 für Herberge eine Zahl von 19 Einwohnern an, die in drei Wohnhäusern lebten. 1895 besitzt der Ort zwei Wohnhäuser mit 15 Einwohnern, 1905 zählt der Ort drei Wohnhäuser und 14 Einwohner.
Am 1. Oktober 1912 wurde der Bereich um den Ort aus der Gemeinde Halver ausgegliedert und der neu gegründeten Gemeinde Schalksmühle zugewiesen.